# Hirbawi
Hirbawi és l'única fàbrica de Kufia palestina encara existent a Palestina. Fundada el 1961 per Yasser Hirbawi encara manté la tradició de la fabricació amb teles de cotó de qualitat, i teixint amb els seus setze telers a la fàbrica tèxtil Hirbawi a Hebron. Cada kufia es teixeix a mà amb una tècnica de punt de creu desenvolupada durant dècades, que només coneixen un grapat de persones, les quals teixeixen en dues capes, la "base" i el "patró" o "flor" (وردة) en àrab, controlant constantment els telers. Els fils entre els patrons es tallen manualment mentre la màquina està en marxa, i després que les màquines teixeix el rotllo de kufies, es cusen en kufies individuals i s'afegeixen les borles icòniques a la vora.
El 1990, els setze telers de la fàbrica podien produir aproximadament unes 750 keffiyehs per dia. L'any 2010 només es van poder utilitzar dos telers, que amb prou feines produïen 300 keffiyeh per setmana. El fundador d'Hirbawi, Yasser Hirbawi, va morir l'any 2018, i els seus tres fills continuen amb l'activitat de la fàbrica, la qual es compromet amb moltes causes polítiques en defensa de la llibertat de Palestina. Patint també la guerra econòmica que ha estrangulat la seva producció fins a caure de 150.000 unitats anuals el 1993 a només 10.000 unitats el 2010. Aquesta davallada va estar a punt de causar el col·lapse a l'empresa, però es va poder salvar traslladant les vendes locals a l'Orient Mitjà, sobretot gràcies a les xarxes socials i les comunitats a Internet. Així fou com la Fàbrica Hirbawi i els seus socis de Made In Palestine, una organització alemanya fundada per palestins, van establir kufiya.org, un lloc web que seria el mitjà principal perquè la Fàbrica Hirbawi vengués el seu producte en línia.
La fabricació de kufies ha patit molt la gran producció que prové de la Xina, la qual es fabrica amb menor qualitat i estratègies de mercat difícils de competir, el que ha fet que la fabricació tradicional palestina hagi de reivindicar-se sovint com la que pot oferir kufies de producció més fidel a la cultura i matèries primeres de Palestina. Això ha provocat una gran davallada de fàbriques palestines i que Hirbawi sigui de les poques que han pogut resistir. A diferència de la producció xinesa, Hirbawi només utilitza cotó orgànic, i Izzat Hirbawi, fill de Yasser Hirbawi, ha declarat sobre la importància de crear el simbol de Palestina:
| « | (anglès) The keffiyah is a tradition of Palestine and it should be made in Palestine. We should be the ones making it. | (català) La keffiyeh és una tradició palestina i s'hauria de fer a Palestina. Hem de ser nosaltres els que ho fem | » |
| — | | |   |